# Louis Bourlier
Pour les articles homonymes, voir Bourlier.
Louis Bourlier, (° 20 août 1764) à Avesnières, était un traducteur, et poète français. Il est connu pour sa traduction en vers de La Jérusalem délivrée.

## Biographie
Il obtient dans sa jeunesse, un premier prix de vers latins, qui lui procure selon lui sa vocation de poète. En 1788, il entre à Paris dans une maison de commerce italienne.
En septembre 1793, lors de la Terreur, il est emprisonné alors qu'il vient demander un certificat de civisme pour son patron Bornis. En février 1794, Bourlier s'échappe avec un Vénitien de la prison de Port-Libre,.
Repris, il est réintégré à la même prison, où Dupontet le fait transférer dans une maison de santé de la rue de la Folie-Regnault, où il se trouve en compagnie de la princesse Lubomirska, Jean-Baptiste Magon de La Balue, le marquis de Travault. Il est ensuite transféré à la Prison Sainte-Pélagie. Au printemps 1794, il est conduit au palais du Luxembourg, où les prisonniers sont bientôt 900. 150 personnes dans une seule nuit sont envoyées à la guillotine. La chute de Robespierre sauve les autres. Bourlier est remis en liberté le 5 fructidor an II.
Il avait commencé sa traduction du Tasse en étant prisonnier. Il laisse la traduction de côté, pour la reprendre plus tard, lorsqu'il se trouve déchargé de l'un de ses emplois. Il l'achevait en 1815 au moment de l'entrée des Alliés à Paris. Bourlier travaillait à la ferme des jeux jusqu'en 1836. 
Bourlier, se décide alors à lancer sa traduction, préparée depuis 30 ans.

## Source
- Paul Delaunay, Notice, la Maternité de Paris, Paris, 1909, in-8.
- « Louis Bourlier », dans Alphonse-Victor Angot et Ferdinand Gaugain, Dictionnaire historique, topographique et biographique de la Mayenne, Laval, Goupil, 1900-1910 [détail des éditions] (lire en ligne)